# Ivo Angelov
Pour les articles homonymes, voir Angelov.
Ivo Serafimov Angelov (né le 15 octobre 1984 à Pernik) est un lutteur bulgare.

## Palmarès

### Jeux olympiques
- participation aux Jeux olympiques d'été de 2012 à Londres

### Championnats du monde
- Médaille d'or en catégorie des moins de 60 kg en 2013 à Budapest
- Médaille de bronze en catégorie des moins de 60 kg en 2011 à Istanbul

### Championnats d'Europe
- Médaille d'or en catégorie des moins de 60 kg en 2013 à Tbilissi
- Médaille d'argent en catégorie des moins de 60 kg en 2012 à Belgrade
- Médaille d'argent en catégorie des moins de 60 kg en 2011 à Dortmund
- Médaille d'argent en catégorie des moins de 59 kg en 2017 à Novi Sad
- Médaille de bronze en catégorie des moins de 60 kg en 2009 à Vilnius
- Médaille de bronze en catégorie des moins de 55 kg en 2005 à Dortmund